# کارمن منایو
کارمن منایو (انگلیسی: Carmen Menayo؛ زادهٔ ۱۴ آوریل ۱۹۹۸) بازیکن فوتبال اهل اسپانیا است.
از باشگاه‌هایی که در آن بازی کرده‌است می‌توان به باشگاه فوتبال زنان اتلتیکو مادرید اشاره کرد.
وی همچنین در تیم‌های ملی فوتبال Spain women's national under-16 football team, Spain women's national under-17 football team, Spain women's national under-19 football team، و Spain women's national under-20 football team بازی کرده‌است.